# Mioproteus
A Mioproteus a kétéltűek (Amphibia) osztályának farkos kétéltűek (Caudata) rendjébe, ezen belül a kopoltyús gőtefélék (Proteidae) családjába tartozó fosszilis nem.

## Tudnivalók
A Mioproteus-fajok a miocén kortól egészen a pleisztocén kor közepéig éltek, azon a helyen ahol manapság Európa fekszik. A mai legközelebbi rokonaik az európai barlangi vakgőte (Proteus anguinus), valamint az észak-amerikai Necturus-fajok.

## Rendszerezés
A nembe az alábbi 2 faj tartozik:
- †Mioproteus caucasicus - középső miocén
- †Mioproteus wezei - pliocén - középső pleisztocén

## Fordítás
- Ez a szócikk részben vagy egészben  a   Mioproteus című angol Wikipédia-szócikk ezen változatának fordításán alapul.  Az eredeti cikk szerkesztőit annak laptörténete sorolja fel. Ez a jelzés csupán a megfogalmazás eredetét és a szerzői jogokat jelzi, nem szolgál a cikkben szereplő információk forrásmegjelöléseként.